# Nepalinus
Nepalinus là một chi bọ cánh cứng trong họ 
Elateridae.
Chi này được miêu tả khoa học năm 2001 bởi Platia & Gudenzi.

## Các loài
Chi này có các loài:
- Nepalinus unicus Platia & Gudenzi, 2001